# بوتریپتیلین
بوتریپتیلین (به انگلیسی: Butriptyline)، که با نام تجاری Evadyne یا دیگر نام‌ها فروخته می‌شود، یک داروی ضد افسردگی سه حلقه ای (TCA) است که در انگلستان و چندین کشور اروپایی برای درمان افسردگی استفاده شده است اما به نظر می‌رسد دیگر به بازار عرضه نمی‌شود. همراه با تریمیپرامین، ایپریندول و آموکساپین، از آن‌ها به عنوان ضدافسردگی‌های «غیر معمولی» یا «نسل دوم» TCA یاد می‌شود؛ چرا که زمان معرفی آن‌ها بعد از ضد افسردگی‌های معمولی است و همچنین رفتار فارماکولوژی آن‌ها نیز متفاوت است. این دارو در مقایسه با سایر TCAها بسیار کم استفاده می‌شود و تعداد نسخه‌های آن فقط هزاران نسخه است.